# Бескудниковский ручей
Беску́дниковский ручей (Ржа́вец) — малая река в районе Бескудниково Северного административного округа города Москвы, левый приток Лихоборки. Длина ручья составляет около 3,3 км. Своё название ручей получил от славянского слова «ржавец», обозначающего стоячее болото с застойной и ржавой водой; ручей из такого болота; ржавую, окисленную железом, красно-бурую воду. Второй гидроним ручья произошёл от деревни Бескудниково.
По состоянию на начало 2018 года заключен в подземный коллектор, проходящий по местности Бескудниково. Ржавец начинался у деревни Бескудниково и протекал вдоль Дмитровского шоссе. Ручей впадал в Лихоборку на востоке шоссе, недалеко от железной дороги.
В современном рельефе отмечают две долины, которые могут соответствовать прежнему руслу ручья. Первая долина длиной 2,7 км начинается на пересечении Бескудниковского бульвара с Дмитровским шоссе, проходит на восток и затем поворачивает на западную сторону шоссе. Устье предположительно находилось у моста железной дороги Москва — Петербург. Вторая долина длиной 2,8 км проходит у Дубнинской улицы, затем восточнее Дмитровского шоссе. Устье располагалось у моста Савёловской железной дороги. Так как достоверно не установлено, какой из водотоков соответствует названию «Ржавец», их принято называть Верхним и Нижним Бескудниковскими ручьями.